# 2021 w informatyce
Kalendarium informatyczne 2021 roku
- 8 stycznia – Twitter poinformował, że konto prezydenta Stanów Zjednoczonych Donalda Trumpa zostało trwale zawieszone. Trump został pierwszym prezydentem w historii, który został wykluczony z portalu społecznościowego[1].
- 18 lutego – Facebook zablokował mieszkańcom Australii możliwość publikowania treści informacyjnych na swoim portalu[2].
- 11 marca – praca NFT „Everydays: the First 5000 Days” została sprzedana na aukcji Christie’s za 69 346 250 dolarów[1].
- 21 kwietnia – bliżej nieznany Monsieur Personne (franc. Pan Nikt) ogłosił, że 1 kwietnia sfałszował pracę „Everydays: the First 5000 Days”. Akcja hakera miała zwrócić uwagę na problem z zabezpieczeniami plików NFT[3].
- maj – w Chinach rozpoczęto walkę z rynkiem kryptowalut[1].
- czerwiec – Salwador został pierwszym państwem na świecie, który uznał bitcoin jako prawny środek płatniczy[1].
- czerwiec – Tim Berners-Lee sprzedał kod źródłowy World Wide Web jako NFT za kwotę 5,4 mln dolarów[1].
- lipiec – na YouTube wprowadzono usługę YouTube Shorts[1].
- lipiec – liczba wyświetleń teledysku „Never Gonna Give You Up” (znanego jako „Rickroll”) przekroczyła miliard[1].
- 4 października – wydano Android w wersji 12[1].
- 5 października – Microsoft wydał system operacyjny Windows 11[4].
- 25 października – Apple wydało macOS o nazwie kodowej Monterey[1].
- 28 października – spółka Facebook przyjęła nową nazwę Meta[5].
- październik – była pracownica Facebooka Frances Haugen ujawniła, że algorytmy na portalu społecznościowym są zaprojektowane tak, by promowały treści kontrowersyjne i radykalizowały użytkowników[6][7].
- listopad – na YouTube usunięto „łapki w dół”[1].
- grudzień – Valve Corporation wydał przenośny komputer do gier Steam Deck[1].
- Wartość spółek firm wchodzących w skład GAFAM (Google, Amazon, Facebook, Apple, Microsoft) w połowie 2021 roku wyniosła około 10 bilionów dolarów, co stanowiło równowartość łącznego produktu krajowego brutto Francji i Rosji[8].
- IBM ogłosił zbudowanie swojego pierwszego komputera kwantowego Eagle[9].
- W Rosji cofnięto zakaz używania komunikatora internetowego Telegram[10].